# 레바논인
레바논인(아랍어: الشعب اللبناني)은 레바논의 주요 구성원을 차지하는 셈계 민족으로, 페니키아인들의 직계 후손이다. 언어는 아랍어를 사용한다.

## 같이 보기
- 레반트